# WTA Tour Championships 2008 - Doppio
Cara Black e Liezel Huber erano le detentrici del titolo e hanno battuto in finale 6–1, 7–5 Květa Peschke e Rennae Stubbs.

## Teste di serie
1. Cara Black /  Liezel Huber (campionesse)
2. Katarina Srebotnik /  Ai Sugiyama (semifinali)

1. Květa Peschke /  Rennae Stubbs (finale)
2. Anabel Medina Garrigues /  Virginia Ruano Pascual (semifinali)

## Tabellone

### Legenda
| - Q = Qualificato - WC = Wild card - LL = Lucky loser | - ALT = Alternate - SE = Special Exempt - PR = Protected Ranking | - w/o = Walkover - r = Ritirato - d = Squalificato |